# BMC Veterinary Research
BMC Veterinary Research (Abkürzung BMC Vet. Res.) ist eine Open-Access-Zeitschrift, die vor allem Arbeiten zu Infektionskrankheiten und zu Wirt-Pathogen-Wechselwirkungen bei Tieren publiziert. Dabei stehen sowohl Nutztiere, Kleintiere und Labortiere im Mittelpunkt, Wildtiere wenn sie von zoonotischem Interesse sind oder in Beziehung zu Haustieren stehen. Auch Tiermodelle für Infektionskrankheiten des Menschen werden berücksichtigt. Der 5-Jahres-Impact-Factor beträgt 4,3. Die Publikation ist offizielles Organ des französischen nationalen Forschungsinstituts für Landwirtschaft, Ernährung und Umwelt (INRAE). Sie ist Teil von BioMed Central.
Die Zeitschrift erschien seit Januar 1970 als Annales de recherches vétérinaires (ISSN 0003-4193), seit 1993 als Veterinary research (ISSN 0928-4249), welches heute noch als Print-Ausgabe existiert.